# شاي ليدي غراي
|                     |  |                |
| أوراق شاي ليدي جراي |  | فنجان من الشاي |

ليدي جراي هو اسم مزيج الشاي المصنوع من الشاي الأسود. يتم تكريره بقشر البرتقال والليمون ونكهة خفيفة بزيت البرغموت. هذا هو نوع مختلف عن إيرل جراي. إنها علامة تجارية مسجلة ومحمية لشركة Twinings البريطانية.

## القصة
تمت تسمية مجموعة الشاي على اسم ماري إليزابيث جراي، زوجة رئيس الوزراء تشارلز جراي (1830-1834)، التي كانت تحمل اسم إيرل جراي.
تعود أصول ليدي غري إلى صانع الشاي البريطاني Twinings في أوائل التسعينيات. لقد ابتكر هذا المزيج لشاربي الشاي الذين وجدوا أن إيرل جراي قوي جدًا في الذوق. يحتوي المزيج الأصلي - بالإضافة إلى الشاي الأسود - على قشر البرتقال المر (3 ٪)، ليمون (3 ٪) وزيت البرغموت. يُستخدم ردة الذرة كدواء للزينة، أي حشو يُفترض أن يمنح مزيج الشاي مظهرًا أكثر جاذبية من خلال الشكل واللون. كما هو شائع في ثقافة الشاي البريطانية، يشرب ليدي جراي أحيانًا بالحليب لتنعيم الطعم. يتوفر منتج مشابه تحت الاسم التجاري "Madame Gray" من شركة مسمر.

## اقرأ أيضا
- شاي إرل غراي